# Автошлях E773
Європейський маршрут E 773 — європейська дорога класу В у Болгарії, що сполучає село Поповіца та міста Стара Загора та Бургас.

## Маршрут
- Болгарія
  - A 1: Чирпан (E80) - Стара Загора (E85) - Бургас
  - I-6: Бургас (E87)